# Ladislav Čulík
Ladislav Čulík (3. března 1909 – 14. prosince 1987) byl český fotbalista, útočník, reprezentant Československa.

## Sportovní kariéra
V lize odehrál 135 utkání a dal 72 gólů. Hrál za Viktorii Žižkov (1930–1931), Viktorii Plzeň (1931–1935), SK Prostějov (1936–1937), Baťu Zlín (1938–1940) a SK Libeň (1940–1941). Pětkrát startoval ve Středoevropském poháru.
Za československou reprezentaci odehrál roku 1933 jeden zápas (přátelské utkání s Rakouskem, gól v něm nedal), dvakrát startoval též v reprezentačním B mužstvu.